# Eddie Robinson (calciatore)
Eddie Robinson (Orlando, 19 giugno 1978) è un ex calciatore statunitense, di ruolo difensore.